# Cyathocalyx
Cyathocalyx là chi thực vật có hoa trong họ Annonaceae.

## Lịch sử phân loại
Tên chi Cyathocalyx do Hooker và Thomson công bố năm 1855 cho loài được mô tả mới là C. zeylanicus. Các tác giả này sau đó công bố một tên gọi mới cho một chi khác là Drepananthus Maingay ex Hook. f. & Thomson, 1872 đối với 2 loài mới mô tả là D. ramuliﬂorus Maingay ex Hook. f. & Thomson, 1872 và D. pruniferus Maingay ex Hook. f. & Thomson, 1872. Các tác giả phân biệt hai chi chủ yếu dựa vào số lá noãn của mỗi hoa (đơn độc ở Cyathocalyx và 4–12 ở Drepananthus). Sau đó, năm 1885 Scheffer đề xuất hợp nhất hai chi này, mặc dù ông chấp nhận sự khác biệt giữa hai đơn vị phân loại này bằng việc công nhận chúng là như các tổ (sectio) Drepananthus (Maingay ex Hook. f. & Thomson) Scheff. và Cyathocalyx (như là "Eucyathocalyx"). Các tác giả sau này hoặc là công nhận hai chi riêng biệt hoặc là hiểu Cyathocalyx theo nghĩa rộng.

## Phân bố
Theo nghĩa rộng thì các loài trong chi này thường bắt gặp ở Ấn Độ, Sri Lanka, Malaysia, vùng Indomalaya và kéo dài đến tận Fiji ở Nam Thái Bình Dương.
Khu vực phân bố theo nghĩa hẹp bao gồm: Borneo, Lào, Malaysia bán đảo, Myanmar, Philippines, Sri Lanka, Sumatra, Thái Lan, Việt Nam.

## Các loài
Các loài dưới đây là khi hiểu chi này theo nghĩa hẹp, được liệt kê theo Plants of the World Online:
- Cyathocalyx annamensis  Ast., 1938 - Bát đài Trung Bộ.
- Cyathocalyx globosus Merr., 1903
- Cyathocalyx harmandii (Finet & Gagnep.) R.J.Wang & R.M.K.Saunders, 2010
- Cyathocalyx magnifructus R.J.Wang & R.M.K.Saunders, 2006
- Cyathocalyx martabanicus  Hook.f. & Thomson, 1872
- Cyathocalyx sumatranus Scheff., 1872 - Bát đài Sumatra.
- Cyathocalyx tsukayae H.Okada, 2014
- Cyathocalyx zeylanicus Champ. ex Hook.f. & Thomson, 1855

## Chuyển đi
Các loài dưới đây chuyển sang chi Drepananthus theo Surveswaran et al. (2010), trừ C. maingayi sang chi Monocarpia.
- Cyathocalyx acuminatus C.B.Rob., 1908 = Drepananthus acuminatus (C.B.Rob.) Survesw. & R.M.K.Saunders, 2010
- Cyathocalyx apoensis (Elmer) J.Sinclair, 1955 = Drepananthus apoensis Elmer, 1913
- Cyathocalyx cauliflorus K.Schum. & Lauterb., 1900 = Drepananthus cauliflorus (K.Schum. & Lauterb.) Survesw. & R.M.K.Saunders, 2010
- Cyathocalyx crassipetalus R.J.Wang & R.M.K.Saunders, 2006 = Drepananthus crassipetalus (R.J.Wang & R.M.K.Saunders) Survesw. & R.M.K.Saunders, 2010
- Cyathocalyx filiformis Ast., 1938 = Drepananthus filiformis (Jovet-Ast) Survesw. & R.M.K.Saunders, 2010
- Cyathocalyx hexagynus (Miq.) R.J.Wang & R.M.K.Saunders, 2006 = Drepananthus hexagynus (Miq.) Survesw. & R.M.K.Saunders, 2010
- Cyathocalyx kingii Boerl. ex Koord., 1898 = Drepananthus kingii (Boerl. ex Koord.) Survesw. & R.M.K.Saunders, 2010
- Cyathocalyx lucidus Diels, 1929 = Drepananthus lucidus (Diels) Survesw. & R.M.K.Saunders, 2010
- Cyathocalyx minahassae Koord., 1898 = Drepananthus minahassae (Koord.) Survesw. & R.M.K.Saunders, 2010
- Cyathocalyx obtusifolius Becc. & Scheff., 1885 = Drepananthus obtusifolius (Becc. & Scheff.) Survesw. & R.M.K.Saunders, 2010
- Cyathocalyx petiolatus  Diels, 1912 = Drepananthus petiolatus (Diels) Survesw. & R.M.K.Saunders, 2010
- Cyathocalyx polycarpa C.T.White & W.D.Francis, 1927 = Drepananthus polycarpus (C.T.White & W.D.Francis) Survesw. & R.M.K.Saunders, 2010
- Cyathocalyx pubescens Scheff., 1885 = Drepananthus pubescens (Scheff.) Survesw. & R.M.K.Saunders, 2010
- Cyathocalyx samarensis R.J.Wang & R.M.K.Saunders, 2006 = Drepananthus samarensis (R.J.Wang & R.M.K.Saunders) Survesw. & R.M.K.Saunders, 2010
- Cyathocalyx vitiensis  A.C.Sm., 1936 = Drepananthus vitiensis (A.C.Sm.) Survesw. & R.M.K.Saunders, 2010
- Cyathocalyx maingayi Hook.f. & Thomson, 1872 = Monocarpia maingayi (Hook.f. & Thomson) I.M.Turner, 2012[7]